# Abderrahmane Mehdaoui
 (septembre 2022).
La mise en forme du texte ne suit pas les recommandations de Wikipédia : il faut le « wikifier ».
Les points d'amélioration suivants sont les cas les plus fréquents. Le détail des points à revoir est peut-être précisé sur la page de discussion.
- Les titres sont pré-formatés par le logiciel. Ils ne sont ni en capitales, ni en gras.
- Le texte ne doit pas être écrit en capitales (les noms de famille non plus), ni en gras, ni en italique, ni en « petit »…
- Le gras n'est utilisé que pour surligner le titre de l'article dans l'introduction, une seule fois.
- L'italique est rarement utilisé : mots en langue étrangère, titres d'œuvres, noms de bateaux, etc.
- Les citations ne sont pas en italique mais en corps de texte normal. Elles sont entourées par des guillemets français : « et ».
- Les listes à puces sont à éviter, des paragraphes rédigés étant largement préférés. Les tableaux sont à réserver à la présentation de données structurées (résultats, etc.).
- Les appels de note de bas de page (petits chiffres en exposant, introduits par l'outil «  Source ») sont à placer entre la fin de phrase et le point final[comme ça].
- Les liens internes (vers d'autres articles de Wikipédia) sont à choisir avec parcimonie. Créez des liens vers des articles approfondissant le sujet. Les termes génériques sans rapport avec le sujet sont à éviter, ainsi que les répétitions de liens vers un même terme.
- Les liens externes sont à placer uniquement dans une section « Liens externes », à la fin de l'article. Ces liens sont à choisir avec parcimonie suivant les règles définies. Si un lien sert de source à l'article, son insertion dans le texte est à faire par les notes de bas de page.
- La présentation des références doit suivre les conventions bibliographiques. Il est recommandé d'utiliser les modèles {{Ouvrage}}, {{Chapitre}}, {{Article}}, {{Lien web}} et/ou {{Bibliographie}}. Le mode d'édition visuel peut mettre en forme automatiquement les références.
- Insérer une infobox (cadre d'informations à droite) n'est pas obligatoire pour parachever la mise en page.

Pour une aide détaillée, merci de consulter Aide:Wikification.
Si vous pensez que ces points ont été résolus, vous pouvez retirer ce bandeau et améliorer la mise en forme d'un autre article.
Abderrahmane Mahdaoui (en arabe : عبد الرحمان مهداوي), né le 7 octobre 1949 à Hussein Dey et mort le 13 septembre 2022 à Alger, est un entraîneur algérien de football.
Après avoir débuté avec les jeunes catégories des minimes, cadets et juniors au NAHD, une grave blessure a stoppé un avenir qui s’annonçait prometteur au sein de ce club, celle-ci l’éloigna quelque temps des terrains.
Après son service militaire, il fait son retour à la compétition au poste d’arrière central avec le CRHD, club dont son défunt père était un membre fondateur ainsi que trésorier et où son regretté frère Abdelkader évoluait en tant que joueur ; il intégra par la suite le club omnisport, l’ex DNC Alger puis termina sa carrière de joueur dans cette équipe à l’âge de 27 ans pour se consacrer davantage à ses études.

## Biographie
Abderrahmane Mahdaoui entraîne l'équipe WA Tlemcen, à deux reprises, tout d'abord de 1994 à 1997, puis de 2003 à 2004, le MO Constantine, le MC Saida, le CS Constantine, le MO Béjaia, le NA Hussein-Dey, le MSP Batna, le MC Alger, le CA Bordj Bou Arreridj.
À l'étranger, il a mené un excellent parcours avec des équipes de première division d'Arabie Saoudite telles Al Ansar (club de Médine) et Al-Taawoun et en Libye, le AHLY Benghazi.
Il est le sélectionneur de l'équipe d'Algérie en 1997 et 1998. Il dirige notamment les joueurs algériens lors de la Coupe d'Afrique des nations 1998 organisée au Burkina Faso.

### Carrière d'entraîneur
Abderrahmane Mehdaoui amorça sa carrière d'entraîneur avec les cadets de l'OMR tout en poursuivant ses études supérieures de professorat à l'E.P.Sport.
En 1977, il est appelé à diriger l'équipe séniors de l’OMR, pour décrocher le titre de CHAMPION les trois premières années, il alla ensuite s’aguerrir au sein de clubs tels que le CBSidi Moussa, l’IBKhemis El Khechna, l'OMR une énième fois puis l'ARBA.
Cette période coïncide avec ses activités en tant que cadre du MJS et de la FAF auprès desquels il exerça les fonctions de :
- Enseignant à l’institut des Sports.
- Directeur de développement puis Directeur de formation à la Fédération Algérienne de Football (FAF).
- Formateur Encadreur Stages : Initiateur, 1er, 2e et 3e degré.

En 1988, il devint adjoint de l’entraineur national Kamel LEMOUI.
Sa carrière d’entraineur prendra de l’élan à partir de 1989 en prenant les commandes de nombreux clubs de l'élite à l’exemple de la JSB-DNC, l'OMR avec qui il réussit l’accession et enfin l’USM Harrach qu’il propulsa en haut du tableau.
En 1992, il est nommé entraineur national en compagnie de Meziane Ighil.
Bien que les conditions de travail fussent les plus difficiles, entre autres l’instabilité qui caractérisait à cette époque les instances et structures du football, il réussit à monter dans un temps record une équipe conquérante en misant sur le joueur local et si ce n’est cette fameuse affaire « KAROUF » cette équipe qui avait éliminé le grand GHANA du triple ballon d'or africain Abedi PELE aurait écrit ses lettres de noblesse car le potentiel et la volonté y étaient.
Retour aux clubs et tour à tour, il drivera des clubs nationaux. À Tlemcen, il laissera son empreinte puisqu’il fait du WAT un club d’envergure nationale et internationale.
En 1998, il est rappelé en rescousse à la tête de l’équipe nationale qu’il qualifiera à la phase finale de la CAN aux dépens de la grande équipe du MALI, les Algériens se souviennent encore de cette lâche agression perpétrée envers sa personne à la fin du match à BAMAKO.
En tant que sélectionneur national, on lui renouvelle la confiance en faisant appel à lui en 2002 pour construire une équipe olympique ; entre-temps, il participe au tournoi LG avec l’équipe nationale « B » constituée de locaux avec laquelle il réussit à gagner le trophée devant l’équipe nationale de l’IRAN.
Ses grandes capacités professionnelles ont amené le commandement militaire à le désigner pour diriger l’équipe nationale militaire. C’est ainsi qu’aux Jeux militaires mondiaux qui ont eu lieu au Brésil en 2011, MEHDAOUI et la sélection nationale militaire composée de jeunes joueurs encore inconnus du championnat réaliseront un parcours exceptionnel et s’imposeront en finale face à une équipe égyptienne composée de huit joueurs internationaux.
Cette coupe du monde restera incontestablement l’une des plus belles réalisations de sa carrière footballistique. Ce fin technicien est rentré dans l'histoire, en étant le premier coach algérien à mener une équipe nationale militaire à un titre mondial.
Poursuivant sa carrière d’entraineur, il assure la barre technique de grands clubs de différentes villes du pays, on peut citer le WA Tlemcen, le MO Constantine, le MC Saida, le CS Constantine, le MO Béjaia, le NA Hussein-Dey, le MSP Batna, le MC Alger, le CA Bordj Bou Arreridj.
À l'étranger, il a mené un excellent parcours avec des équipes de première division d'Arabie Saoudite telles Al Ansar (club de Médine) et Al-Taawoun et en Libye, le AHLY Benghazi.

## Palmarès
- Vainqueur de la Coupe du monde militaire : 2011